# District militaire d'Odessa
Le district militaire d'Odessa (russe : Одесский военный округ, ОВО ; ukrainien : Червонопрапорний Одеський військовий округ ; 'district militaire de la bannière rouge d'Odessa', abrégé en ukrainien : ОдВО) a été successivement une région militaire de l'Armée impériale russe de décembre 1862 à janvier 1918, puis de l'Armée rouge d'octobre 1939 à septembre 1941 puis d'avril 1944 à janvier 1991 et enfin de l'Armée de terre ukrainienne depuis janvier 1992.
Durant la période soviétique, ce district comprenait la Moldavie et cinq oblasts ukrainiens : Odessa, Mykolaïv, Kherson, Crimée (le district de Tauride est supprimé en avril 1956) et Zaporijjia. En 1998, la plus grande partie de son territoire est transformée en Commandement opérationnel sud.
À la dissolution de l'Union soviétique, la 14e armée de la Garde du district est divisée en trois. Le quartier général de l'armée et certaines de ses unités organiques stationnées en Transnistrie ainsi que la 59e division de fusiliers motorisés de la Garde, passent sous la juridiction de la Russie, tandis que le reste était réparti entre l'Ukraine et les Forces armées de Moldavie.

## Unités cadres
À partir de la fin des années 1960, le district militaire d'Odessa compte plusieurs unités cadres, des unités à effectifs et équipements réduits destinées à être complétées en cas de mobilisation.
- La 71e division d'artillerie (numéro d'unité militaire 71115) est mise sur pied en 1984 à Zaporijjia, directement subordonnée au district, constituée de trois brigades cadres d'artillerie (440e de canons, 441e d'obusiers et 442e de lance-roquettes). Elle est renommée 714e centre d'entraînement territorial le 1er décembre 1987 puis transformée en 1773e base de stockage le 1er décembre 1989[3].
- La 158e division de fusiliers motorisés (numéro d'unité militaire 75628), mise sur pied en 1970 à Kagoul, rattachée à la 14e armée de la Garde et dissoute en 1987[4].
- La 159e division de fusiliers motorisés (numéro d'unité militaire 12130), mise sur pied en 1980 à Perevalne, rattachée au 32e corps d'armée, déménagée en août 1982 à Sovietskoïe, est renommée 711e centre d'entraînement territorial le 1er décembre 1987 puis dissoute en 1989[5].
- La 208e division de fusiliers motorisés (numéro d'unité militaire 51440), mise sur pied en 1980 à Beltsi, rattachée à la 14e armée de la Garde et dissoute en 1987[6].
- La 234e division de sécurité arrière, à Tiraspol, est directement subordonnée au district.
- La 252e division de fusiliers motorisés de réserve (numéro d'unité militaire 21448), formée en 1979, à Nikolaïev, est directement subordonnée au district et dissoute en 1987[7].

## Composition en 1988
- 14e armée combinée de la Garde, à Tiraspol :
  - 59e division de fusiliers motorisés de la Garde (en), à Tiraspol ;
  - 86e division de fusiliers motorisés de la Garde (en) (renommée 5381e base de stockage en décembre 1989), à Beltsy ;
  - 180e division de fusiliers motorisés, à Belgorod-Dniestrovski ;
- 32e corps d'armée à Simferopol :
  - 126e division de fusiliers motorisés, à Simferopol ;
  - 710e centre d'entraînement territorial (ex 157e division de fusiliers motorisés (en) avant 1987, renommée 5378e base de stockage en septembre 1989), à Feodossia et Kertch ;
  - 711e centre d'entraînement territorial (ex 159e division de fusiliers motorisés avant 1987, dissout en 1989), à Sovetskoye en Crimée ;
- 28e division de fusiliers motorisés de la Garde, à Tchernomorsk ;
- 150e centre d'entraînement de la Garde (ex 92e division de fusiliers motorisés de la Garde (en)), à Nikolaïev ;
- 55e division d'artillerie, à Zaporojié ;
- 714e centre d'entraînement territorial (ex 71e division d'artillerie avant décembre 1987, renommé 1773e base de stockage en décembre 1989), à Zaporojié ;
- 5e armée aérienne (en), à Odessa :
  - 642e régiment de chasseurs-bombardiers de la Garde, à Voznessensk ;
  - 827e régiment d'aviation de reconnaissance, à Limanskoïe ;
  - 29e régiment d'instruction d'aviation de bombardement, à Berdiansk ;
  - 112e escadron d'aviation mixte, à Odessa ;
  - 153e escadron d'aviation mixte, à Kishinev ;
  - 208e escadron d'hélicoptère de guerre électronique, à Buyalyk dans l'oblast d'Odessa ;
  - 43e régiment de communications et de contrôle, à Odessa[8].

## Partition de 1992
Passent aux Forces terrestres de l'Ukraine :
- 180e division de fusiliers motorisés, renommée 5775e base de stockage en décembre 1989 ;
- 28e division de fusiliers motorisés de la Garde, renommée 28e brigade mécanisée en 2001 ;
- 32e corps d'armée flotte de la mer Noire :
  - 126e division de fusiliers motorisés, dissoute en février 1996 ;
  - 5378e base de stockage (ex 157e division de fusiliers motorisés avant septembre 1989) ;
- 55e division d'artillerie ;
- 1773e base de stockage ;
- 5e armée aérienne, renommée 5e corps d'aviation en 1994.

Passent aux Forces terrestre russes :
- 14e armée combinée de la Garde, dont : 
  - 59e division de fusiliers motorisés de la Garde, renommé 8e brigade de fusiliers motorisés de la Garde en juin 1997, dissoute en 1997.

Passe à la Force terrestre moldave :
- 5381e base de stockage (ex 86e division de fusiliers motorisés de la Garde avant décembre 1989), sert à la formation de la 1re brigade moldave en 1992.